# ویولا آلن
ویولا آلن (انگلیسی: Viola Allen؛ ۲۷ اکتبر ۱۸۶۷ – ۹ مهٔ ۱۹۴۸) یک هنرپیشه اهل ایالات متحده آمریکا بود.